# 齐廷芳
齐廷芳，顺天宝坻人，清朝政治人物。
鄉試中舉。道光二年（1822年）至道光五年（1825年），擔任利川知县。